# Чорнявка (Черкаський район)
Чорнявка — село в Україні, в Черкаському районі Черкаської області, підпорядковане Леськівській сільській громаді. Розташоване понад старим Чигиринським шляхом за 30 км від міста Черкаси понад сосновим лісом.

## Історія
Засноване в XVII сторіччі на березі річки Тясмин, але згодом перемістилося на нинішнє місце.
Назва села, як гадають[хто саме?], походить від того, що першим поселенцем був козак Чорний.
Точний факт виникнення села не встановлено, але заснування його можна віднести до XVII ст. коли українське селянство не бажало терпіти свого важкого становища — гноблення і переслідування з боку польської шляхти, тікало на острів річки Тясмин. Згодом коли населення збільшилось, воно почало селитися уже між річкою Тясмин і лісом, а ще пізніше з'являються поселенці й там де на цей час розташоване сучасне село. Давнє існування села підтверджується і коротким описом Лаврентія Похилевича в «Сказании о населених масностях Киевской губернии» за 1864 р.[уточнити]
18—19 лютого 1920 року у Чорнявці під час Зимового походу зупинився на ночівлю Кінний полк Чорних Запорожців Армії УНР.

## Сучасність
З 1988 року в селі функціонує сільська рада, яку очолював Володимир Михайлович Пилипенко. З 1998 року сільським головою працював Володимир Іванович Ільченко. З 2006 року її очолювала Валентина Іллівна Ворона.
У селі встановлено «Обеліск Слави», братська могила загиблим воїнам у Другій світовій війні, у 2005 році зведено пам'ятний знак Жертвам голодомору 1932-33 років.
Діє ФАП, стоматологічний кабінет, пошта, філія Черкаського Ощадбанку, магазин. Двоповерхова школа побудована в 1985 році має 16 робочих кабінетів. При школі відкрито дитячий садок. На сьогодні це ліцей, з 2002 року директор — Селецька Ганна Іванівна. Функціонує будинок культури, сільська бібліотека. У селі знаходиться офіс Чорнявського лісництва.
Діє православна церква Св. Петра і Павла. Дерев'яна будівля церкви була закладена у 1860 році за розпорядженням рахункової палати та зведена у 1863 році, її неодноразово перебудовували протягом всього часу її існування. У XX віці купола церкви були зруйновані більшовиками, відбудовані у 90-х з листового металлу. 26 липня 2015 року будівля церкви згоріла під час пожежі. Станом на 2025 рік церква не була відбудована.
У квітні 2025 року релігійна громада села прийняла рішшення вийти з підпорядкування Московському патріархату й перейшла до Православної церкви України.
У вересні 2017 року відкрито завод із переробки меду «Біхайв» з українсько-австрійськими інвестиціями.

## Населення

### Мовний склад
Рідна мова населення за даними перепису 2001 року:
| Мова       | Чисельність, осіб | Доля     |
| ---------- | ----------------- | -------- |
| Українська | 862               | 97,63 %  |
| Російська  | 21                | 2,37 %   |
| Разом      | 883               | 100,00 % |